# Abdullah Hukum (métro de Kuala Lumpur)
Pour les articles homonymes, voir Hukum.
Abdullah Hukum est le nom d'une station de métro de la Ligne Kelana Jaya à Kuala Lumpur en Malaisie.

## Situation sur le réseau
La station est située entre Jalan Bangsar (en) et le développement de KL Eco City (en) au sud du quartier central des affaires de Kuala Lumpur.